# Charadrius pecuarius
Il corriere di Kittlitz (Charadrius pecuarius, Temminck 1823) è un uccello della famiglia dei Charadriidae.

## Sistematica
Charadrius pecuarius ha tre sottospecie:
- Charadrius pecuarius allenbyi
- Charadrius pecuarius pecuarius
- Charadrius pecuarius tephricolor

## Distribuzione e habitat
Questo uccello vive in quasi tutta l'Africa con l'esclusione della fascia atlantico-mediterranea che va dal Sahara Occidentale alla Libia. È di passo in Lesotho, Bahrein, Emirati Arabi Uniti, Israele, Cipro, Francia, Spagna e Grecia.